# 歌川芳政
歌川 芳政（うたがわ よしまさ、生没年不詳）とは、江戸時代の浮世絵師。

## 来歴
歌川国芳の門人。本姓は三浦、名は政次郎。一天斎、静斎と号す。作画期は天保から安政の頃にかけてで、役者絵や合巻の挿絵などを描く。なお「芳政改国安」と落款した版下絵「木曽義仲乱防法住寺殿炎上」が残っており、これによれば芳政はのちに国安と改名し、二代目国安とは同一人ということになるが定かではない。

## 作品
- 『時近江甲賀勝時』　合巻　※東里山人作、天保10年（1939年）刊行
- 『有智治春能七種』　合巻　※三浦錦二作、天保11年刊行
- 「飾間宅兵衛実ハ寺岡平右衛門・市川海老蔵　おいし・尾上菊五郎」　大判錦絵2枚続　ボストン美術館所蔵　※天保4年3月、江戸河原崎座『仮名手本忠臣蔵』より
- 「勧善懲悪四季夜鑑」　大判錦絵2枚続
- 「新板せたい道具尽し」　大判錦絵　亀山市歴史博物館所蔵